# Nadejda Júrkina
Nadejda Aleksàndrovna Júrkina (en rus: Надежда Журкина; 28 d'agost de 1920 – 24 d'abril de 2002) va ser una operadora de ràdio i artillera soviètica al 99è regiment independent de reconeixement de guàrdies d'aviació de la quinzena força aèria del segon front bàltic durant la Segona Guerra Mundial. Va ser també una de les úniques quatre dones a rebre les tres classes de l'Orde de Glòria.

## Primers anys
Júrkina va néixer el 28 d'agost de 1920 en una família russa de classe obrera a Turinsk. Abans d'allistar-se a l'exèrcit el 1942, va estudiar a l'Escola de Dret de Moscou i va prendre cursos d'aviació al Club Aeri de l'esmentada ciutat, obtenint l'acreditació corresponent per a poder pilotar un Po-2. Dos dels seus germans, els quals també s'havien allistat a l'exèrcit, van morir en combat poc després d'haver començat la guerra. Aquell esdeveniment traumàtic va fer que volgués formar part de les forces armades. També hauria influït en aquella decisió l'admiració que sentia per Marina Raskova. El 1944 es va convertir en membre del Partit Comunista.

## Trajectòria militar
El 1941 Alemanya va envair la Unió Soviètica. A l'any següent, Júrkina s'allistaria a l'Exèrcit Roig i treballaria a l'estació d'intercepció, tot i que necessitaria entrenament addicional com a artillera aèria el 1943. El seu comandant de regiment va aprovar la passada i, després de tan sols un parell de dies d'entrenament, Júrkina es va tornar en una experta en el maneig de la metralladora. Va tenir el seu baptisme de foc a la batalla de Kursk, filtrant informació sobre els llocs i moviments dels tancs de guerra i de les tropes enemigues. També va facilitar el refugi a l'exèrcit de terra soviètic en espantar les naus enemigues. Després de les primeres missions de combat, va rebre la medalla "Al Valor", en reconeixement de la seva tasca enderrocant naus enemigues mentre que transmetia informació de reconeixement. Del 4 de març fins al 2 d'abril de 1944, va pilotar 23 missions de reconeixement sobre l'óblast de Pskov, Pushkinskiye Gory, Opochka i Idritsa, on va prendre fotografies de les instal·lacions enemigues, va transmetre informació d'aire a terra i va repel·lir l'atac de nou caces alemanyes. Per la valentia que va demostrar amb aquelles accions, va rebre el seu primer Orde de Glòria el 30 d'abril.
Des del 16 de setembre fins a l'octubre d'aquell any, va pilotar quinze missions de reconeixement i bombardeig sobre Riga, Tukums i Klapkalns a Letònia. En aquelles missions va transmetre 93 missatges a terra alertant sobre posicions enemigues i sobre moviments de vaixells de proveïment, personal i aeronaus, a més de repel·lir l'atac de vàries forces enemigues. El 15 d'octubre va rebre l'Orde de Glòria de segona classe.
El novembre de 1944 Júrkina va tenir a càrrec una de les missions més difícils quan va haver de fotografiar les defenses enemigues a la ciutat de Kuldīga, Letònia. Les condicions climàtiques poc favorables van entorpir el vol, provocant que l'avió de Júrkina volés a una altitud delicada de 900 metres, quedant exposada a possibles atacs de l'Eix. Després de fotografiar la zona i de tornar al camp de vol, l'avió de Júrkina va ser interceptat i bombardejat per quatre Focke-Wulf Fw 190 durant el seu tercer apropament. Tot i així, va aconseguir fer-los retrocedir quan va enderrocar una nau i va disparar a una altra obligant-la a tornar a la seva base per buscar més subministraments. La missió, que incloïa el sobrevol de sis passades en fortificacions militars, es va dur a terme amb un Pe-2. Va aconseguir repel·lir dues caces alemanyes després del primer vol, però després del segon es va veure obligada a tornar a la base abans de concretar un tercer atac. Poc abans de dur a terme el tercer atac i d'enderrocar un altre caça enemic, Júrkina sospitava que podia rebre atacs d'altres caces, un per damunt i un altre per sota, per la qual cosa va demanar el pilot que es fes càrrec de la metralladora superior mentre ella s'encarregava de l'inferior. Va trencar el tanc de combustible de Messerschmitt amb un primer tret. El segon impacte de bala va ser fins i tot més efectiu i va aconseguir que la resta dels caces alemanyes es retiressin. En la missió del 18 de novembre de 1944 va disparar a dues aeronaus, deixant la primera fora de combat i enderrocant la segona, capitanejada per un distingit as alemany. Va rebre l'Orde de Glòria de primera classe per les seves accions en aquesta batalla, el qual li va ser atorgat per decret de la Suprema Cort Soviètica el 23 de febrer de 1948. Es va mantenir invicta durant la guerra i mai no va rebre cap ferida de gravetat. A més de rebre tots els ordes de Glòria, també va ser condecorada amb l'Orde de l'Estrella Roja. Va pilotar un total de 87 missions durant la guerra.

## Últims anys
Júrkina va deixar l'exèrcit en acabar la guerra i va treballar com a directora de personal en una fàbrica de roba a Riga. Va mantenir una vida social força activa i va ser membre de l'associació de "Veterans de Guerra per la Pau". Després de la dissolució de la Unió Soviètica, Júrkina es va traslladar a Rússia i va haver de deixar moltes possessions materials, però va conservar tots els seus àlbums de fotos de la guerra i el llibre amb les adreces d'altres veterans de l'èxercit. Des d'aquell llavors, va viure en una pensió per a veterans de la Segona Guerra Mundial a Moscou fins a la seva mort el 2002 als 81 anys.

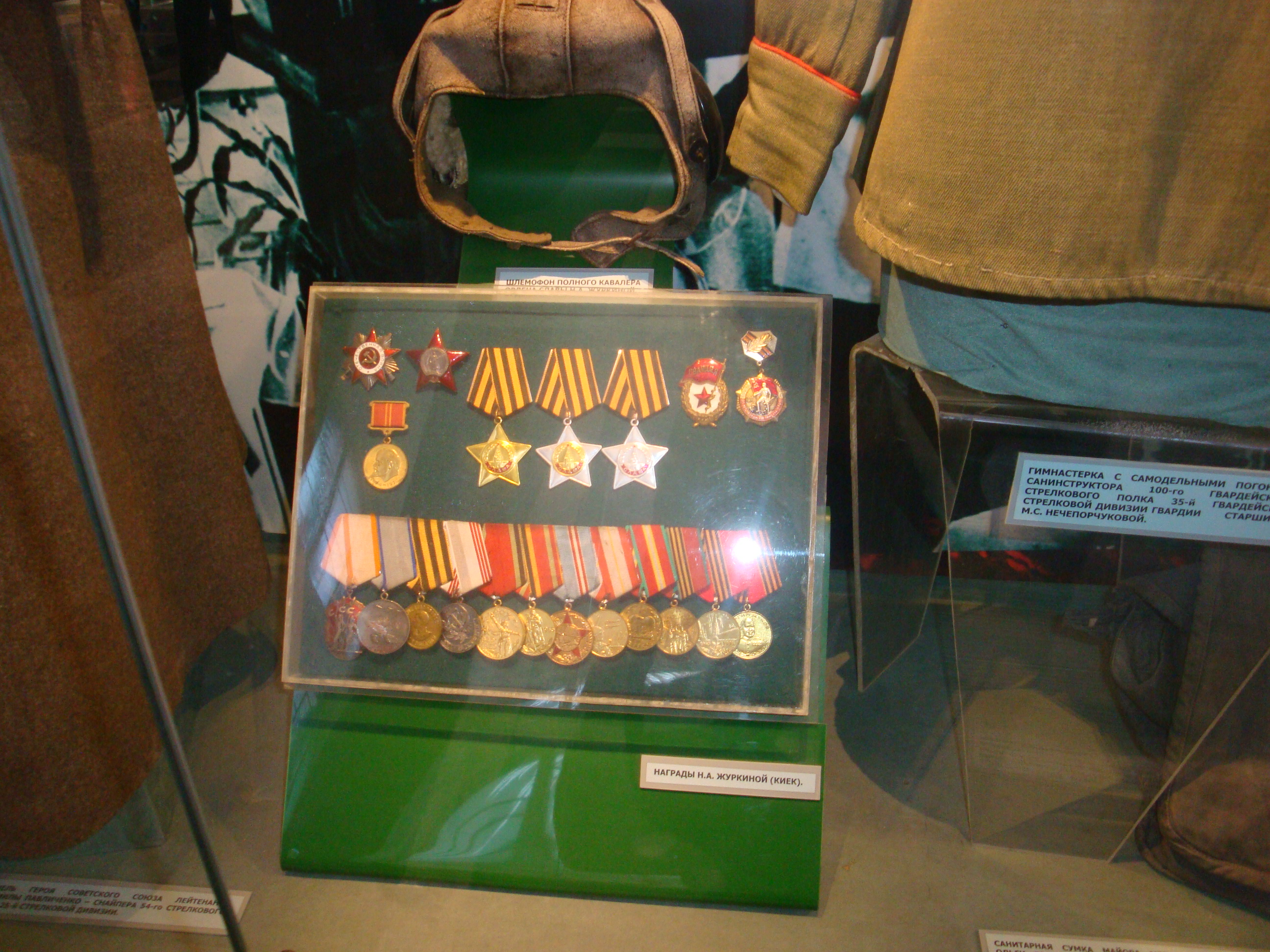
Les medalles de Júrkina exposades en un museu

## Distincions i honors
- Orde de Glòria (les tres categories)
- Orde de la Guerra Patriòtica (primera classe)
- Orde de l'Estrella Roja
- Medalla al Valor
- Orde de la Insígnia d'Honor
- Medalles de campanya i jubileu